# Kirmied
Kermien odnosno Kirmied  (nje. Kirment, slo. Kermendin, prekomurski slovenski: Karmadén) je grad u Mađarskoj.

## Zemljopisni položaj
Nalazi se na zapadu Mađarske, uz granicu s Austrijom, na 47°00′40″ sjeverne zemljopisne širine i 16°36′21″ istočne zemljopisne dužine.

## Povijest
Kako se ovaj grad širio, tako je obuhvatio i susjedna sela Hrastin i Dolnji Berek. Za povijest Hrvata je ovo značajno jer se u tim nekadašnjim selima nalaze, danas dijelom grada Kirmieda, a nekad i u obližnjoj Hrvatskoj Nadalji.gradišćanski Hrvati. Analizom dr. Sanja Vulić je utvrdila da ti govori tamošnjih Hrvata pripadaju čakavskom ikavsko-ekavskom narječju. Tamošnji govori su ili utrnuti ili u statusu umirućih

## Kultura
Jedno vrijeme se u Kirmiedu (Kermienu) nalazio i original bule kojom je papa Leon X. odobrio štovanje relikvije Krvi Kristove iz Ludbrega. Nalazila se u arhivu obitelji  Batthyány.

## Upravna organizacija
Nalazi se u regiji Zapadno Podunavlje, u Željeznoj županiji u mezoregiji Alpskom predgorju. Kotarsko je sjedište istoimenog kotara. 

## Stanovništvo
U gradu živi 12.028 stanovnika (2009.).

## Gradovi prijatelji
- Heinävesi
- Fürstenfeld

## Vanjske poveznice
- (mađ.) Körmend a Vendégvárón  Arhivirana inačica izvorne stranice od 26. siječnja 2007. (Wayback Machine)
- (mađ.) Térkép Kalauz – Körmend
- (mađ.) Légifotók Körmendről
- (mađ.) Körmend anno - képgaléria